# Armavir, Nga
Armavir (tiếng Nga: Армавир) là một thành phố Nga thuộc chủ thể vùng Krasnodar, nằm trên tả ngạn sông Kuban. Dân số qua các thời kỳ: 188.897 (Điều tra dân số 2010); 193.964 (Điều tra dân số 2002); 160.983 (Điều tra dân số năm 1989); 144.000 (1969). Armavir trước đây là trung tâm công nghiệp lớn thứ nhì ở vùng Krasnodar, sau Krasnodar. Khu định cư được lập bởi người Armenia Cherkesogai vào năm 1839 với tên là Armyansky aul (Армя́нский ау́л).

## Khí hậu
Armavir có khí hậu lục địa ẩm với lượng mưa trung bình hàng năm trên 600 mm.
| Dữ liệu khí hậu của Armavir (1936-2012) | Dữ liệu khí hậu của Armavir (1936-2012) | Dữ liệu khí hậu của Armavir (1936-2012) | Dữ liệu khí hậu của Armavir (1936-2012) | Dữ liệu khí hậu của Armavir (1936-2012) | Dữ liệu khí hậu của Armavir (1936-2012) | Dữ liệu khí hậu của Armavir (1936-2012) | Dữ liệu khí hậu của Armavir (1936-2012) | Dữ liệu khí hậu của Armavir (1936-2012) | Dữ liệu khí hậu của Armavir (1936-2012) | Dữ liệu khí hậu của Armavir (1936-2012) | Dữ liệu khí hậu của Armavir (1936-2012) | Dữ liệu khí hậu của Armavir (1936-2012) | Dữ liệu khí hậu của Armavir (1936-2012) |
| Tháng                                   | 1                                       | 2                                       | 3                                       | 4                                       | 5                                       | 6                                       | 7                                       | 8                                       | 9                                       | 10                                      | 11                                      | 12                                      | Năm                                     |
| --------------------------------------- | --------------------------------------- | --------------------------------------- | --------------------------------------- | --------------------------------------- | --------------------------------------- | --------------------------------------- | --------------------------------------- | --------------------------------------- | --------------------------------------- | --------------------------------------- | --------------------------------------- | --------------------------------------- | --------------------------------------- |
| Cao kỉ lục °C (°F)                      | 16.7 (62.1)                             | 23.6 (74.5)                             | 31.0 (87.8)                             | 36.8 (98.2)                             | 35.1 (95.2)                             | 39.8 (103.6)                            | 40.5 (104.9)                            | 41.1 (106.0)                            | 40.0 (104.0)                            | 36.3 (97.3)                             | 26.6 (79.9)                             | 21.1 (70.0)                             | 42.0 (107.6)                            |
| Trung bình ngày tối đa °C (°F)          | 2.2 (36.0)                              | 3.8 (38.8)                              | 9.6 (49.3)                              | 17.8 (64.0)                             | 23.0 (73.4)                             | 26.9 (80.4)                             | 30.0 (86.0)                             | 29.5 (85.1)                             | 24.4 (75.9)                             | 17.3 (63.1)                             | 10.2 (50.4)                             | 4.4 (39.9)                              | 16.7 (62.1)                             |
| Trung bình ngày °C (°F)                 | −2.2 (28.0)                             | −1.1 (30.0)                             | 3.6 (38.5)                              | 11.2 (52.2)                             | 16.5 (61.7)                             | 20.3 (68.5)                             | 23.1 (73.6)                             | 22.5 (72.5)                             | 17.3 (63.1)                             | 10.9 (51.6)                             | 5.0 (41.0)                              | 0.3 (32.5)                              | 10.7 (51.3)                             |
| Tối thiểu trung bình ngày °C (°F)       | −5.4 (22.3)                             | −4.4 (24.1)                             | −0.5 (31.1)                             | 5.8 (42.4)                              | 10.6 (51.1)                             | 14.2 (57.6)                             | 16.7 (62.1)                             | 16.1 (61.0)                             | 11.6 (52.9)                             | 6.3 (43.3)                              | 1.7 (35.1)                              | −2.6 (27.3)                             | 5.9 (42.6)                              |
| Thấp kỉ lục °C (°F)                     | −33.2 (−27.8)                           | −30.6 (−23.1)                           | −24.4 (−11.9)                           | −9.0 (15.8)                             | −2.6 (27.3)                             | 1.5 (34.7)                              | 7.8 (46.0)                              | 4.4 (39.9)                              | −3.4 (25.9)                             | −9.6 (14.7)                             | −24.1 (−11.4)                           | −28.0 (−18.4)                           | −33.2 (−27.8)                           |
| Lượng Giáng thủy trung bình mm (inches) | 35.2 (1.39)                             | 31.0 (1.22)                             | 36.1 (1.42)                             | 47.8 (1.88)                             | 70.5 (2.78)                             | 81.0 (3.19)                             | 57.4 (2.26)                             | 56.9 (2.24)                             | 44.5 (1.75)                             | 53.5 (2.11)                             | 47.9 (1.89)                             | 40.7 (1.60)                             | 602.7 (23.73)                           |
| Số ngày giáng thủy trung bình           | 11.3                                    | 9.8                                     | 11.1                                    | 11.3                                    | 11.9                                    | 11.3                                    | 9.0                                     | 8.9                                     | 8.4                                     | 9.7                                     | 10.7                                    | 11.6                                    | 124.8                                   |
| Số giờ nắng trung bình tháng            | 94                                      | 113                                     | 156                                     | 191                                     | 255                                     | 280                                     | 310                                     | 286                                     | 229                                     | 174                                     | 109                                     | 79                                      | 2.276                                   |
| Nguồn: climatebase.ru                   |                                         |                                         |                                         |                                         |                                         |                                         |                                         |                                         |                                         |                                         |                                         |                                         |                                         |